# Antoine de Chandieu

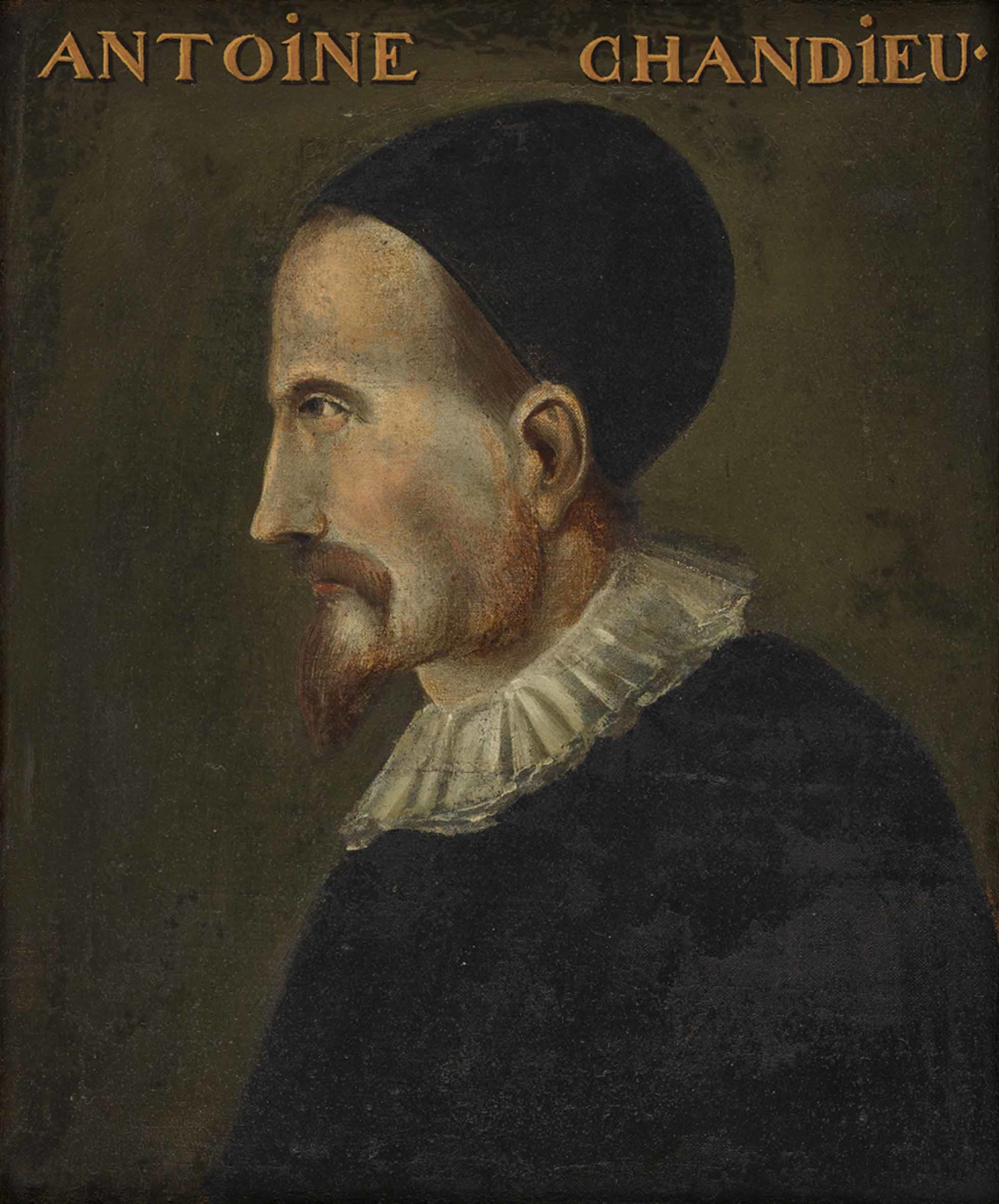
Antoine de Chandieu

Antoine de Chandieu auch Antoine de LaRoche Chandieu (* um 1534 in Chabottes in der Mâconnais; † 23. Februar 1591 in Genf) war ein französisch-schweizerischer Reformator.

## Leben

### Familie
Antoine de Chandieu entstammte dem Adelsgeschlecht de Chandieu und war der Sohn von Guillaume de la Roche-Chandieu († ca. 1538) und dessen Ehefrau Claudine (geb. du Molard).
Er war verheiratet mit Françoise (geb. de Felins); gemeinsam hatten sie drei Söhne.
Kurz vor seinem Tod erhielt er das Bürgerrecht von Genf.

### Werdegang
Antoine de Chandieu immatrikulierte sich an der Universität Toulouse und begann ein Studium der Rechtswissenschaften. Während des Studiums lernte er in Genf Johannes Calvin kennen und trat zum reformierten Glauben über.
Er wurde 1556/1557 ordiniert, worauf er zum Pfarrer der Kirche von Paris ernannt wurde.
Während der ersten französischen reformierten Nationalsynode in Paris von 1559 ergänzte er das Glaubensbekenntnis der Hugenotten, Confessio Gallicana, die 1560 gedruckt und dem König Franz II. überreicht wurde.
Antoine de Chandieu wird auch mit zahlreichen Missionen in der Provinz betraut, so organisierte er in Orléans die entstehende Gemeinde und begann mit dem Aufbau der ersten Kirche in Poitiers und auch in Chartres.
Nach dem Edikt von Amboise 1560, das den Hugenotten Frankreichs eine an bestimmte Orte gebundene, freie Religionsausübung zusicherte und besonders zu Beginn des ersten Religionskriegs 1562 unter dem König Karl IX., verschärfte sich die Lage für die Reformierten: sie durften keine Pfarrer mehr haben. So verliess Antoine de Chandieu Paris und lebte abwechselnd auf seinem Gut Chandieu im Dauphiné und in Pole im Beaujolais, aber auch in Lyon, wo er ab 1565 zeitweilig Pfarrer war; er präsidierte noch im April 1562 die dritte nationale Synode in Orléans.
Im Jahre 1568 flieht er vor den Fallen und Drohungen der Gottlosen; als sein Besitz beschlagnahmt wurde, fand er Zuflucht in Genf. Während seines Exils in Genf und Lausanne unterrichtete er an der Lausanner Akademie und polemisierte gegen die Jesuiten und die Anhänger der lutherischen Ubiquitätslehre. Der im August 1570 Schloss Saint-Germain-en-Laye unterzeichnete Frieden von Saint-Germain beendete sein Exil und er verliess Lausanne, um Delegierter für die Umgebung von Lyon und Burgund zu werden.
1572, nach der Bartholomäusnacht, trat er wieder den Weg ins Exil an: von 1572 bis 1583 liess er sich im Waadtland nieder und nahm in Lausanne seinen Unterricht wieder auf. Danach, auf der Flucht vor der Pest, die in Lausanne wütete, liess er sich von 1579 bis 1583 in Aubonne nieder; in dieser Zeit arbeitete er mit an der Redaktion des 1581 erschienen gemeinsamen Glaubensbekenntnisses Harmonia confessionum fidei von Jean-François Salvard.
1583 kehrt er nach Frankreich in sein Schloss in Pole im Beaujolais zurück.
Von 1587 an war er im Dienst des Königs Heinrich von Navarra, um das Amt des Feldkaplans bei der Schlacht von Coutras auszuüben. 1588 betraute ihn der König mit einer Mission bei den protestantischen Fürsten Deutschlands und in den Kantonen der reformierten Schweiz, worauf er nach Genf zurückkehrte und sich 1589 am Krieg gegen Savoyen beteiligte.
Er pflegte Freundschaften beziehungsweise Bekanntschaften zu Francisco Torres, Gregor von Valencia und Fortunatus Crell († 1590), der seit 1584 Professor an der Universität Heidelberg war und stand im Schriftverkehr mit Johann Jakob Grynaeus und Hieronymus Baumgartner.

### Berufliches und geistliches Wirken
Antoine de Chandieu war eine wichtige Persönlichkeit des französischsprachigen Protestantismus und Mitbegründer der reformierten Scholastik.
Sein literarisches Schaffen war beachtlich: es bestand aus theologischen und historischen Arbeiten, aber auch aus religiösen Gedichten. Er griff unter anderem den französischen Autor Pierre de Ronsard, wegen dessen Schrift Discours des misères de ce temps an, in der dieser den katholischen Glauben und die königliche Politik verteidigte; als Antwort verfasste Antoine de Chandieu 1563 seine Schrift Réponse aux calomnies contenues aux Discours de Pierre Ronsard.
Er griff 1562 auch die demokratischen Prinzipien an, die Jean Morély (1524–1594) in seiner Schrift Le Traicté de la discipline et police chrestienne vertrat. Diese Abhandlung bekämpfte das 1559 in den reformierten Kirchen angenommene presbyterial-synodale System, vielmehr sollte die Versammlung der Gläubigen die höchste Macht ausüben. Als Antwort auf Jean Morély bestätigte Antoine de Chandieu die Rechtmäßigkeit der Disziplin in seiner Abhandlung mit dem Titel La confirmation de la discipline ecclésiastique observée es églises réformées du royaume de France. Das Buch von Jean Morély wurde auf der Nationalsynode von Orléans 1562 verworfen.
1563 veröffentlichte er in Lyon unter dem Pseudonym A. Zamariel seine Histoire des persécutions et martyrs de l’Église de Paris depuis l’an 1557 jusqu’au temps de Charles IX.; er veröffentlichte auch unter verschiedenen weiteren Pseudonymen.
Seine Schriften wurden auch nach seinem Tod weiter verlegt.

## Ehrungen und Auszeichnungen
- In Genf wurde die Rue Chandieu im Stadtteil Chandieu und in Lausanne die Strasse Chemin Antoine-de-Chandieu nach Antoine de Chandieu benannt.

## Schriften (Auswahl)
- Réponse aux calomnies contenues aux Discours de Pierre Ronsard. Lyon 1563.
- Histoire des persécutions et martyrs de l’Église de Paris depuis l’an 1557 jusqu’au temps de Charles IX. Lyon 1563.
- La confirmation de la discipline ecclesiastique, observée ès Eglises reformées du royaume de France. Avec la response aux objections proposées à l'encontre. Genève: Henri II Estienne, 1566.
- Sophismata F. Turriani Monachi: ex eorum sodalitate, qui sacrosancto Jesu nomine ad suae sectae inscriptionem abutuntur; collecta ex ejus libro de ecclesia adversus capita disputationis Lipsicae. Santandrea 1577.
- Meditationes in psalmvm XXXII. 1578.
- Ad repetita F. Turriani Monachi Iesuitae Sophismata de ecclesia et ordinationibus ministrorum ecclesiae responsio.
  - Band 1. Morgiis: LePreux, 1580.
  - Band 2. Morgiis : LePreux, 1581.
- Francisci Tvrriani Societatis Iesv, Defensio Locorvm S. Scriptvrae, De Ecclesia Catholica, Et Eivs Pastore Episcopo Romano, B. Petri, Principis Apostolorum successore. Lib.: Adversus nugatorias cauillationes Antonii Sadeelis Lutherani.
  - Band 1. Coloniae Agrippinae: Birckmannus, 1580.
  - Band 2. Coloniae Agrippinae: Birckmannus, 1580.
- Francisco de Torres; Antoine de Chandieu: Ad Illvstrissimvm Et Potentissimvm Principem, Ac Dominvm, D. VVilhelmvm, Landgrauium Hassiae Francisci Tvrriani Contra Antonii Sadeelis Lutherani ad eundem Principem Epistolam, Et contra WEa, Qvae Idem Sadeel adiunxit: Dibiblos, sive liber bipartitus. Ingolstadii: Sartorius, 1581.
- Responsionis ad repetita Fr. Turriani Sophismata de ecclesia et ordinationibus ministrorum ecclesiae Pars altera. Morgiis: Le Preux, 1581.
- Locus de unico Christi sacerdotio et sacrificio adversus commentitium missae sacrificium, theologice et scholastice: tractatus. Genevae: Le Preux, 1581.
- De vera peccatorum remissione, adversus humanas satisfactiones et commentitium ecclesiae Romanae Purgatorium: disputatio. Morgiis: LePreux, 1582.
- Locvs De Verbo Dei Scripto, Adversvs Hvmanas Traditiones, Theologice & Scholastice tractatus: Vbi agitur de vera methodo Theologice simul, & Scholastice disputandi. Morgiis: Le Preux, 1582.
- Posnaniensium assertionum de Christi in terris ecclesia : Quaenam et penes quos existat: propositarum in Collegio Posnaniensi a Monachis novae Societatis, analysis et refutatio. Genevae: Chovet, 1583.
- De Legitima Vocatione Pastorvm Ecclesiae Reformatae: Aduersus eos, qui in hoc tantum capite se ab Ecclesia Reformata dissentire profitentur. Ex libro de Disciplina Ecclesiastica. Morgiis: Le Preux, 1583.
- Locvs De Vnico Christi Sacerdotio Et Sacrificio, Aduersus commentitium Missae Sacrificium, Theologice & Scholastice tractatus. Genf: Le Prevx, 1588.
- De veritate humanae naturae Christi theologica et scholastica disputatio. Genf: Le Prevx, 1588.
- De sacramentali manducatione corporis Christi et sacramentali potu potu sanguinis ipsus in sacra coena Domini: Theologica et scholastica tractatio. Geneva: Le Preux, 1589.
- De Spirituali Manducatione Corporis Christi Et Spirituali potu Sanguinis ipsius in Sacra Coena Domini: Theologica & Scholastica Tractatio. Geneve: Le Preux, 1590.
- Antonii Sadeelis Responsio ad Fidei professionem, a monachis Burdegalensibus editam in Aquitania anno 1585, ut esset verae religionis abiurandae formula. Geneve: Le Preux, 1591.
- Responsio ad Fidei quam vocant Professionem, a monachis Burdegalensibus editam in Aquitania, anno 1585, ut esset verae religionis abiurandae formula. 1591.
- Ad tres libros Laurentii Arturi quos inscripsit de Ecclesia Christi in terris, seu, Apologia assertionum Posnanientium de Ecclesia : brevis et perspicus responsio, quae sit tanquam appendix ad analysin et refutationem earundem asscertionum. Genf: excudebat Joannes Le Preux, 1592.
- Antoine de LaRoche Chandieu; Jacobus Lectius: Antonii Sadeelis opera theologica. Geneve: Le Preux, 1614.